# Helheim

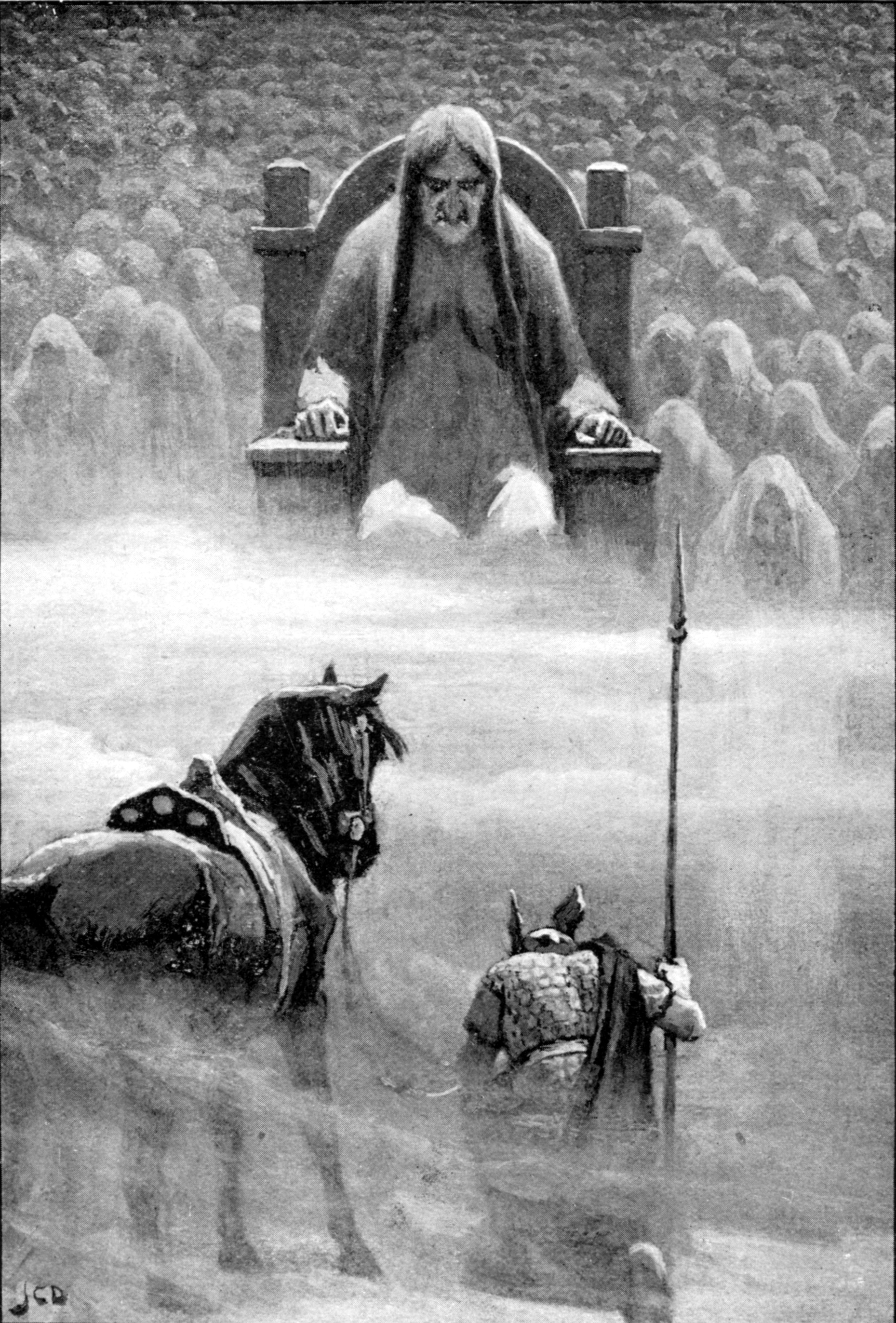
Hermód před Hel

Helheim – říše mrtvých, je jedním z devíti světů severské mytologie. Jeho vládkyní je Hel, dcera Lokiho. I přes populární domněnku se nejedná o tmavé nehostinné místo, kde po smrti přebývají lidé nehodní Valhally. V říši bohyně Hel dlí ti, kteří měli to privilegium žít dlouhý a plodný život. V tichých síních Helheimu odpočívají čestní obchodníci, dobré manželky, pracovití farmáři a řemeslníci. Se zemřelými bývaly pochovávány předměty, se kterými přicházeli za života do styku.
Helheim není možné opustit, protože jej obklopuje řeka Gjöll vytékající ze studánky Hvergelmi, která se nachází u kořene Yggdrasilu (světového stromu), kde spočívá drak Nidhögg. Přes řeku vede most Gjallarbrú (doslova „most přes řeku Gjöll“). Dokonce ani bůh, jenž by jednou vstoupil do této říše, by neměl možnost odejít, ale v Poetické Eddě ji dokáže navštívit a opustit Odin. Bránu do podsvětí uzavírá Thrymgjöll (též Helgrind – Pekelná mříž), neprostupná mříž, vyrobená třemi trpaslíky. Kdo by se ji pokusil vysadit, okamžitě ochrne.
Kdo žil životem válečníka a zemřel hrdinskou smrtí, měl možnost se dostat do Valhally, poté co byl valkýrami s nornou Skuld vybrán. Ovšem existují případy, kdy takový člověk byl po posouzení poslán do říše Hel (= Helheimu).
V severské mytologii bývá často nesprávně interpretována křesťanská dualita dobra a zla, která zapříčiňuje spojování říše Helheim s peklem.
Vstup do Helheimu stráží pes Garm. Celou říši pak svým zrakem pozoruje obr Hraesvelg (v překladu „pojídač či polykač mrtvol“), který má podobu orla a máváním svými křídly vytváří chladný vítr.